# Dream (ютубер)
Клэй, более известный как Dream — американский ютубер, ставший известным благодаря игре Minecraft и спидранам. Начал свою карьеру на YouTube в 2014 году и приобрел значительную популярность в 2019 и 2020 годах, делая видео по игре Minecraft, и хорошо известен своей серией видео Minecraft Manhunt. По состоянию на октябрь 2022 семейство его каналов в совокупности достигло более 40 миллионов подписчиков и более 3,3 миллиардов просмотров. YouTube назвал Dream и лидером 2020 года. В конце 2020 года Клэй был обвинен в использовании читов после расследования, проведенного сайтом Speedrun.com, где он и выкладывал свой результат по спидрану Minecraft.

## Карьера

### YouTube
Клэй (или Dream) создал свой канал на YouTube 8 февраля 2014 года.
Пик популярности его канала пришел на 2020 год, во время пандемии коронавируса.
В видео от 2020 года Клэй с другим ютубером, GeorgeNotFound, сделали возможность электрическому ошейнику ударять их, когда они получали урон в игре Minecraft. Создано это было с помощью плат Arduino.
В декабре 2020 года вместо своей ежегодной серии YouTube Rewind видеохостинг опубликовал список своих самых популярных видео и авторов. В рейтинге США YouTube поставил видео Клэя «Minecraft Speedrunner VS 3 Hunters GRAND FINALE» на седьмое место в «Top Trending Video» и поставил канал Dream на второе место в категории «Top Creator» и на первое место в категории «Breakout Creator». Стримы Клэя на YouTube в ноябре 2020 года с пиковым количеством зрителей около 700 тыс. человек заняли 6-е место среди самых просматриваемых игровых стримов за всё время по состоянию на январь 2021 года. В статье Polygon от декабря 2020 года говорилось, что «2020 год был потрясающим годом для Dream», и он был назван «крупнейшим игровым каналом YouTube на данный момент».

#### Minecraft Manhunt 6
Самая известная и просматриваемая серия видео Клэя — это Minecraft Manhunt (с англ. «Minecraft Охотник На Человека»). В Minecraft Manhunt один (обычно) игрок пытается закончить игру как можно быстрее, имея только одну жизнь, в то время как другой игрок или команда игроков («Охотники») пытается помешать ему, убив его. У каждого из охотников есть бесконечные жизни и компас, указывающий на местоположение игрока. Охотники побеждают в игре, если игрок умирает до победы в Minecraft.
26 декабря 2019 года Клэй загрузил первое видео из этой серии под названием «Beating Minecraft But My Friend Tries to Stop Me» (с англ. «Прохожу Minecraft, но мой друг пытается остановить меня». Впоследствии Клэй повторял этот стиль видео, со временем увеличивая количество Охотников. Многие ролики получили десятки миллионов просмотров. Одно из таких видео заняло шестое место в рейтинге самых популярных видео YouTube 2020 года.
Николас Перес из Paste охарактеризовал Minecraft Manhunt как «опыт, от которого у меня каждый раз отвисает челюсть», заявив, что формат Minecraft Manhunt «кажется, гарантирует, что охотники выйдут на первое место. Но чаще всего Клэй вытаскивает из рукава ровно столько тузов, чтобы победить охотников, а в конечном итоге и игру».

### Dream SMP
Сервер Dream SMP — это частный Minecraft-сервер, принадлежащий Клэю, и запущенный 23 апреля 2020 года. На нём играет он сам (Dream, DreamXD), а также другие популярные Minecraft-летсплейщики; среди них Джордж Дэвидсон (GeorgeNotFound), Томас Саймонс (TommyInnit), Николас (Sapnap), Дэрилл Новшош (BadBoyHalo), Тоби Смит (Tubbo), Флорис (Fundy), Вилл Голд (WilburSoot) и др. Сервер разделен на фракции и включает в себя тяжёлую ролевую игру, при этом основные события намечены заранее, большинство других — импровизация, исполняемая вживую на YouTube и Twitch. Сесилия Д’Анастасио из Wired описала Dream SMP как форму живого театра и как «Макиавеллизм политической драмы», с более чем 1 млн зрителей на прямых трансляциях участников сервера в январе 2021 года.

### Minecraft Championship
В течение 2020 года Клэй был участником Minecraft Championship, ежемесячного соревнования по этой игре, организованного Noxcrew. В 2020 году он занял первое место на 8-м и 11-м соревнованиях. В сентябре 2020 года во время 10-го чемпионата Minecraft он играл на благотворительность, собрав около 3400 долларов США.

### Спидраннинг
В марте 2020 года Клэй разместил свой первый официальный спидран Minecraft на своём YouTube-канале. На тот момент это был мировой рекорд на версии 1.9 на Speedrun.com. Через 6 дней его товарищ по спидрану IlluminaHD побил свой рекорд, что заставило Клэя снова начать спидраннинг Minecraft. 24 марта Клэй установил мировой рекорд, который снова был побит Illumina через 17 дней. 10 июня он загрузил свой последний спидран и мировой рекорд на версии 1.9 на сегодняшний день, который оставался мировым рекордом в течение 67 дней. В настоящее время Клэй занимает 12 место в категории на Speedrun.com.

#### Обвинения в использовании читов
В начале октября 2020 года Клэй провёл прямую трансляцию спидрана Minecraft на версии 1.16 и отправил свой рекорд на Speedrun.com. Ему присвоено 5 место.
11 декабря 2020 года, после двухмесячного расследования, команда проверки Minecraft Speedrun.com удалила его спидран с таблицы. Команда опубликовала 14-минутное видео на YouTube и отчёт, анализирующий шесть стримов со спидранами Клэя, примерно со времени записи; они пришли к выводу, что игра была модифицирована, чтобы повысить вероятность получения Жемчугов Края во время торговли с Пиглинами, необходимых для завершения игры. В отчёте говорится, что нормальный шанс получить их составляет 1/7,5 трлн. Клэй отверг обвинения в видео на YouTube и ответил заказным отчётом, написанным статистиком, который, как он утверждал, был астрофизиком.
Dot Esports заявила, что отчёт не оправдывает его, и «в большей степени» предполагает, что везение исключено. Команда модераторов поддержала это решение. В своем твите Клэй указал, что примет их решение, не признав вины.
30 мая 2021 года он опубликовал сообщение, в котором признался в том, что его версия игры действительно имела модификацию, менявшую вероятность получения определённых игровых предметов. При этом он заявил, что не знал о некоем её обновлении автором модификации, из-за которого Клэй якобы не обратил на неё внимание перед началом спидрана. Им также было удалено видео с ответом на обвинения.

## Дискография
| Заголовок                       | Год     | Пиковые позиции в чарте | Пиковые позиции в чарте | Пиковые позиции в чарте | Альбом |
| Заголовок                       | Год     | CAN                     | IRE                     | UK                      | Альбом |
| ------------------------------- | ------- | ----------------------- | ----------------------- | ----------------------- | ------ |
| «Roadtrip» (совместно с PmBata) | 2021 г. | 87                      | 70                      | —                       | TBA    |

## Награды и номинации
| Год     | Награда        | Категория        | Итог      | Источник |
| ------- | -------------- | ---------------- | --------- | -------- |
| 2020 г. | Streamy Awards | Gaming           | Награда   | [ 30 ]   |
| 2020 г. | Streamy Awards | Breakout Creator | Номинация | [ 30 ]   |